# Площадь Гудиашвили
Площадь Гудиашвили (груз. ლადო გუდიაშვილის მოედანი) — площадь в Тбилиси, в историческом районе Сололаки. К площади сходятся улицы Лермонтова, Беглара Ахоспирели, Бориса Куфтина.

## История
Указана на первом плане Тбилиси, выполненном царевичем Вахушти (1735 год), здесь располагался «Сад Бежана». По близ расположенной Мугнинской церкви Святого Георгия площадь называлась Мугнинской. В 1827 году в честь взятия русским генералом И. Ф. Паскевичем персидской крепости Аббас-Абад площадь была названа Абас-Абадской.
В советское время (с 1923 года) название площади Алавердская, в честь российского революционера Степана Алавердова (1888—1920).
Современное название получила в 1988 году в честь Ладо Гудиашвили (1886—1980) — известного грузинского художника.
В марте 2015 года началась работа по разработке плана консервации исторической застройки площади Гудиашвили. Реконструкция площади дала новый археологических материал

## Достопримечательности

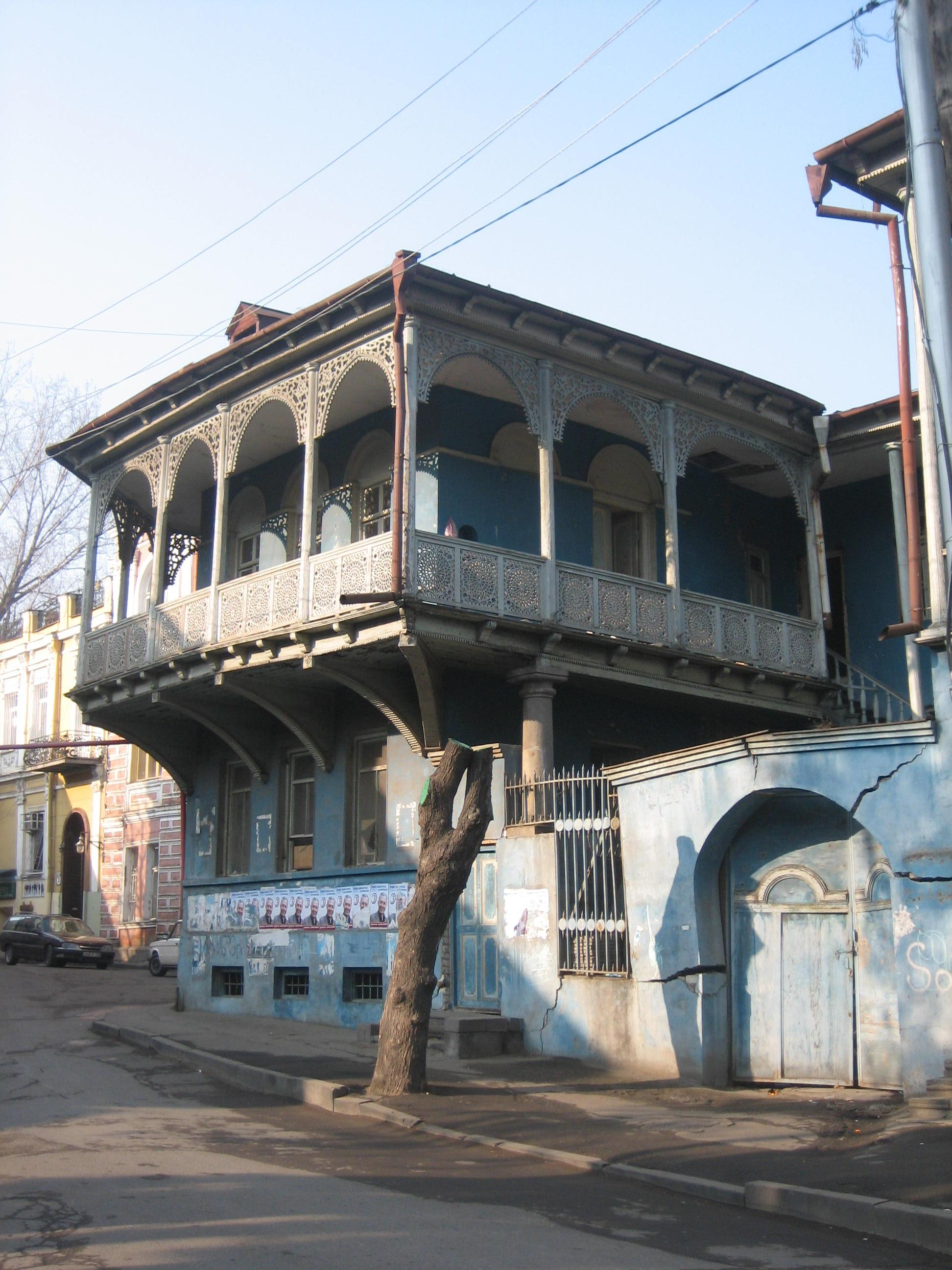
«Лермонтовский дом»

Предположительно в д. 2 на площади («Лермонтовский дом») мог бывать М. Ю. Лермонтов во время своей службы на Кавказе (Нижегородский драгунский полк).